# Deextinção
Em biologia, notadamente na ecologia, deextinção, ou a ressurreição biológica, ou revivalismo de espécie é o processo de criação de um organismo, que é um membro ou se assemelha a uma espécie extinta, ou a população reprodutiva de tais organismos. A clonagem é o método mais amplamente proposto, apesar de criação selectiva também ter sido proposta. Até 2017, não havia diretrizes claras para decidir quais espécies deveriam ser priorizadas.
Mais de 24 espécies animais extintas foram propostas como candidatas para a deextinção com base em seus altos graus de interesse público, disponibilidade de DNA em boas condições, existência de espécies estreitamente relacionadas que podem servir como madrastas ou “barriga de aluguel” e disponibilidade de habitat adequado, para os casos de reintroduções planejadas.

## Espécies ressuscitadas
O último íbex-dos-pirenéus foi morto na Espanha em janeiro de 2000. A espécie passou a ser "de-extinta" por um período de apenas 7 minutos quando uma fêmea clonada nasceu viva em janeiro de 2009, morrendo devido a uma falha nos pulmões.
Uma subespécie de Zebra chamada de Quagga também foi recriada, por sua vez através de cruzamentos selecionados, os espécimes foram reintroduzidos com sucesso.
Em 7 de abril de 2025, a startup estadunidense Colossal Biosciense anunciou a deextinção do lobo-terrível. Entretanto, a cientista-chefe do projeto admitiu que se tratava um lobo-cinzento transgênico.

## Crítica
Um argumento diz que se a ressurreição de uma espécie extinta for bem sucedida, os cientistas não poderiam parar em apenas um ou dois animais da espécie. Eles teriam que fazer o suficiente para pelo menos uma população de tamanho saudável. Então eles teriam de reintroduzir com sucesso as espécies de forma viável para o planeta, tendo o cuidado de encontrar um lugar onde a espécie não prejudicaria as outras espécie e onde os animais estariam seguros de tudo o que os levou a extinção em primeiro lugar. E esses animais teriam que ser gerenciados e monitorados por anos. Tudo isso custa muito dinheiro e desvia fundos de conservação já limitados de espécies que ainda não foram extintas, mas que necessitam de proteção, dizem os ecologistas. Se o governo ou fontes privadas pagam pela reintrodução, outras espécies são obrigadas a sofrer pela transferência de fundos. Além disso, alguns cientistas insistem que não é possível trazer de volta "mamutes, neandertais, ou Adolf Hitler, ou o dodo, ou gatos com dentes de sabre, dinossauros, o tilacino, o grande auk, o periquito da Carolina ou o sapo chocador gástrico"

## Esforços para ressurreição futura
Técnicas de clonagem, especialmente, a técnica CRISPR/Cas9 têm sido aplicadas às espécies ameaçadas. Há vários esforços para trazer de volta o mamute-lanoso e oportunidades com animais como ursos, e também em aves. CRISPR pode ser a chave para acelerar o retorno eventual de animais antigos.
O projeto Frozen Ark preserva o DNA e as células vivas de espécies ameaçadas de extinção para reter o conhecimento genético para deextinção no futuro.
Cientistas sul-coreanos trouxeram à vida em 2017 um cachorro laika usando um pequeno fragmento da orelha de sua mãe para capturar o material genético necessário para produzir o clone. A equipe está trabalhando na clonagem de um mamute lanoso extinto de 28 000 anos usando restos das espécies preservadas no solo permafrost na Sibéria. Também esperando ressuscitar a raça de cavalo Lenskaya, extinta há muito tempo, extraindo células de um potro extinto de 42 000 anos descoberto preservado em condições quase perfeitas na Sibéria.

## Espécies consideradas para a ressurreição biológica

### Dinossauros
De acordo com o Paleontólogo Jack Horner, seria possível recriar um dinossauro revertendo a evolução de uma ave. Sua ideia é reverter a evolução de uma ave (uma galinha em seu caso) para recuperar características adormecidas de dinossauros terópodes. O resultado seria chamado de "Frangossauro" ou "Galinhassauro".

#### Aves
- Pombo-passageiro é uma das espécies propostas a ser deextinta.[31][32] O DNA sobrevivente de pombo de passageiros é degradado demais para clonar novos pássaros, mas esforços estão em andamento para modificar geneticamente, através a técnica CRISPR/Cas9,[33] o patagioenas fasciata, o parente vivo mais próximo do passageiro, para trazer de volta os pássaros extintos.[34] Uma organização sem fins lucrativos por trás do esforço, afirma que pode produzir aves para reprodução em cativeiro até 2024 e criar uma população selvagem até 2030.[35]  Experimentos em culturas de células da pomba-de-coleira-branca começaram em 2015.[36]
- Periquito-da-carolina é outra espécie proposta a ser deextinta. Ela foi listado como  um possível candidato a espécie Lázaro.[37]

### Mamíferos
- O auroque era provavelmente o antepassados do gado bovino. Chegava a ter 1,86 metros de altura e pastava por toda a Europa. Ao longo dos milénios, a caça excessiva foi levando à redução contínua das populações de auroques, tendo o último indivíduo da espécie morrido na Polónia em 1627. Agora, quatro séculos depois, a Rewilding Europe está a trabalhar com parceiros locais para recriar a espécie por cruzamento entre raças de bovinos e reintroduzi-los no seu antigo habitat.[38][39]

- O íbex dos Pirenéus era uma subespécie do íbex espanhol que vivia na Península Ibérica. Embora tenha sido abundante na época medieval, a caça excessiva nos séculos XIX e 20 levou ao seu desaparecimento. Em 1999, apenas uma única fêmea chamada Celia foi encontrada viva no Parque Nacional de Ordesa.[40] Cientistas a capturaram, retiraram uma amostra de tecido de sua orelha, colocaram uma coleira nela e a soltaram de volta na selva, onde ela viveu até ser encontrada morta em 2000, após ter sido esmagada por uma árvore caída.[41] A espécie passou a ser "deextinta" por um período de apenas 7 minutos quando uma fêmea clonada nasceu viva em janeiro de 2009, morrendo devido a uma falha nos pulmões.[42]

- Lobo-da-tasmânia: Pesquisadores estão sequenciando o genoma do numbat para ver como as espécies são semelhantes. Com o CRISPR, a enorme quantidade de mudanças necessárias para transformar um numbat num tilacino ainda está no reino da possibilidade - embora não no futuro imediato.[43] O tilacino já tem uma vantagem sobre muitos candidatos à extinção: habitat apropriado.[44] Em 2022, a Colossal Biosciences anunciou o projeto de desextinção do tilacino com o objetivo de devolvê-lo à Tasmânia nativa para estancar a perda de biodiversidade e preservar o ecossistema local.[45]

- Mamute-lanoso: George Church lidera o esforço para trazer espécies extintas extraindo DNA de mamutes e combinando-o com o DNA de um elefante asiático.[46][31] Church anunciou, em janeiro de 2017, que ele acredita estar a dois anos de criar um embrião de mamute híbrido. O seu objetivo final é desenvolver um embrião em um feto, e levá-lo até o final da gestação.[47] Pesquisadores, em 2020, ressuscitaram os genes do mamute da Ilha de Wrangel para testar se suas mutações eram realmente prejudiciais.[48] A Colossal Biosciences anunciou em 2021 planos para trazer mamutes, ou animais como eles, de volta da extinção para a paisagem da tundra siberiana, depois de ter recebido US$ 15 milhões em fundos iniciais para apoiar pesquisas.[49] A equipe de pesquisa esperava que a primeira geração de mamutes híbridos estivesse pronta em 2026,[50] mas em 2024, a empresa anunciou que pretende produzir seu primeiro bebê mamute até 2028.[51] O Colossal, em 2022, anunciou uma infusão de financiamento de US$ 60 milhões.[52]

- Quaga: (Equus quagga quagga) é uma subespécie da zebra das planícies que era distinta por ser listrada no rosto e na parte superior do tronco, mas seu abdômen posterior era de um marrom sólido.[53] Era nativa da África do Sul, mas foi exterminada em seu habitat natural devido à caça excessiva por esporte, e o último indivíduo morreu em 1883 no Zoológico de Amsterdã. No entanto, como é tecnicamente a mesma espécie que a zebra sobrevivente das planícies, argumentou-se que o quaga poderia ser revivido por meio de seleção artificial.[54] O Projeto Quagga tem como objetivo recriar o animal por meio da reprodução seletiva ou reprodutiva de zebras de planície. Também visa liberar esses animais no Cabo Ocidental, uma vez que um animal que se assemelha totalmente ao quaga seja alcançado, o que poderia ter o benefício de erradicar árvores não nativas.[55] As nove zebras originais do Projeto Quagga foram selecionadas e capturadas no Parque Nacional Etosha da Namíbia na primavera de 1987. Cada uma tem faixas reduzidas ou quartos traseiros acastanhados. Um campo de criação especial foi construído para as zebras, e o primeiro potro nasceu em dezembro de 1988. Um total de 14 zebras foram soltas no Parque Nacional Karoo, o território ancestral do quaga. Elas se estabeleceram extremamente bem, e oito potros nasceram lá até o ano 2000.[56]  O programa teve em 2016 mais de 25 progênies de terceira geração e estava começando a produzir indivíduos com um grau de redução de listras mostrado por nenhum dos fundadores originais e que se aproximam do padrão de listra mostrado por pelo menos alguns dos espécimes de museu conhecidos de quaga. Esses resultados na época indicaram que na quarta geração o projeto poderia ter alcançado amplamente seu objetivo e formaria a base de um rebanho de indivíduos que podem ser exibidos no Cabo Ocidental como uma ilustração de um fenótipo que havia desaparecido da populações de zebras.[57]

- Rattus macleari uma equipe de paleogeneticistas, em 2022, usando a edição de genes CRISPR, demonstra o quão perto os cientistas estão de ressuscitar esta espécie extinta entre 1902 e 1904.[58]

- Rinoceronte-branco: Com a morte do último rinoceronte-branco do norte macho, em março de 2018,[59] ficando apenas duas fêmeas da subespécie, pesquisadores decidiram tentar reproduzir o grupo por meio de fecundação in vitro, com material genético coletado do macho.[60] Cientistas, em 2018,  informaram que injetaram esperma preservado de um rinoceronte branco macho do norte em óvulos de rinocerontes brancos do sul, uma subespécie intimamente relacionada. Os embriões foram incubados até as células começarem a se diferenciar, até o estágio no qual elas pudessem ser implantadas em uma mãe substituta, eventualmente produzindo novos bebês rinocerontes.[61]

### Anfíbios
- Rheobatrachus: Cientistas australianos tentam trazer de volta o sapo gástrico, um animal notável que alimentava seus filhotes no estômago antes de arrotar sapos totalmente formados. Até 2020, a equipe produziu embriões que "quase" se transformam em girinos, mas não completamente. Eles acreditam que esses embriões a se transformarem em sapos.[62]

### Répteis
Tartaruga da Ilha Floreana: Em 2008, DNA mitocondrial da espécie tartaruga Floreana foi encontrado em espécimes de museu. Em teoria, um programa de reprodução poderia ser estabelecido para "ressuscitar" uma espécie Floreana pura a partir de híbridos vivos.  Existe uma subpopulação híbrida em Isabela.

### Inseto
- Glaucopsyche xerces, uma borboleta extinta foi vista pela última vez voando pelas dunas de areia da costa da Califórnia.[66] G. xerces é a primeira espécie de inseto dos EUA que os cientistas reconheceram que foi extinta por causa dos humanos.[67] Esta borboleta é considerada uma candidata à ressurreição para ser trazida de volta por meio de clonagem ou outras manipulações genéticas.[68]